# Chris Columbus
 For alternative betydninger, se Columbus. (Se også artikler, som begynder med Columbus)
Chris Columbus (født 10. september 1958) er en amerikansk filminstruktør. Han instruerede de første to Harry Potter-film, Alene hjemme og Mrs. Doubtfire. Han er filmproducer på de resterende Harry Potter-film.

## Filmografi

### Instruktion
- "En vild nat i byen" (1987)
- "Heartbreak Hotel" (1988)
- "Alene hjemme" (1990)
- "Only the Lonely" (1991)
- "Alene hjemme 2: Glemt i New York" (1992)
- "Mrs. Doubtfire" (1993)
- "Ni måneder" (1995)
- "Stepmom" (1998)
- "Robotmennesket" (1999)
- "Harry Potter og De Vises Sten" (2001)
- "Harry Potter og hemmelighedernes kammer" (2002)
- "Rent" (2005)
- "I love you, Beth Cooper" (2009)
- "Percy Jackson & lyntyven" (2010)
- "Pixels" (2015)
- "The Christmas Chronicles: Part Two" (2020)